# Charaxes florensis
Charaxes florensis är en fjärilsart som beskrevs av Rothschild 1900. Charaxes florensis ingår i släktet Charaxes och familjen praktfjärilar. Inga underarter finns listade i Catalogue of Life.